# 北ガザ県
北ガザ県（アラビア語: محافظة شمال غزة)は、パレスチナ自治区のガザ地区の最北の県。
県都はジャバリア。
2014年の人口は34万8800人で、ガザ地区の19.8%を占め、5県中2位。
面積は61km²で、ガザ地区の16.7%を占め、5県中4位。
人口密度は5718人/km²。
位置的要因でイスラエルによるガザ侵攻時は最初に侵攻されることも多い。

## 人口
- 1997年12月10日：18万3373人
- 2007年12月1日：27万246人
- 2014年7月1日：34万8800人

## 隣接県
- 北～東：南部地区
- 南：ガザ県
- 西：地中海

## 主要都市
人口は2014年7月1日の値。
- ジャバリア（ジャバーリヤー）：21万2900人(県都)
- ベイト・ラーヒヤー：8万3200人
- ベイト・ハヌーン（英語版）：4万9100人

## 難民キャンプ
- ジャバリア・キャンプ（英語版）